# 에리트레아의 코로나19 범유행
다음은 에리트레아의 코로나19 범유행 현황에 대한 설명이다.

## 배경
세계보건기구(WHO)는 12일 2019년 12월 31일 처음 WHO의 주목을 받았던 중화인민공화국 후베이성 우한시의 한 집단에서 신종 코로나바이러스가 호흡기 질환의 원인임을 확인했다. 이 군단은 처음에 우한화난수산물도매시장과 연결되어 있었다. 그러나 실험실 확정 결과가 나온 그 첫 사례들 중 일부는 시장과 연관성이 없었고, 전염병의 근원은 알려져 있지 않다.
2003년 사스와 달리 COVID-19의 경우 치명률은 훨씬 낮았지만, 총 사망자 수가 상당할 정도로 감염 경로는 훨씬 더 컸다. COVID-19는 전형적으로 약 7일 정도의 독감과 유사한 증상을 보이며, 그 후 일부 사람들은 병원에 입원해야 하는 바이러스성 폐렴의 증상으로 발전한다. 3월 19일부터 COVID-19는 더 이상 "높은 결과 감염병"으로 분류되지 않았다.

## 연혁

### 2020년 3월
3월 21일, 노르웨이에서 도착하는 에리트레아 국적의 아스마라에서 에리트레아에서의 첫 사례가 확인되었다.
3월 확진자는 15명이었다. 15명 모두 월말에도 확진 중이었다.

### 2020년 4월
에리트레아는 4월 2일부터 21일간 폐쇄를 선언했으며 이후 폐쇄가 더 연장됐다고 밝혔다.
지난 4월 9일 에리트레아는 30세와 62세의 두 명의 에리트레인이 비행금지 전에 귀국해 총 확진자가 33명으로 늘어났다.
4월 전체 확진자는 39명으로 3월보다 24명이 늘었다. 4월 환자 39명 중 26명이 왼치돼 이달 말 현재 13명이 확진 중이다.

### 2020년 5월
5월 15일, 에리트레아 보건부는 국내에서 발생한 39번째이자 마지막 코로나19 환자가 완전히 완치되었다고 확인했다. 나머지 한 달 동안은 격리 중인 사례가 없었다.

### 2020년 6월
6월 13일 추가로 31건의 양성반응이 확인되었는데, 이 중 30명은 수단에서, 1명은 에티오피아에서 돌아왔다. 한 달 동안 164건의 양성환자가 발생하여 6월 중 발병 개시 후 총 확진환자가 203명으로 증가하여 월말에 150건의 확진환자가 발생했다.

### 2020년 7월
7월에는 76건이 새로 발생하여 전체 확진자가 279명으로 늘어났다. 완치된 환자는 172명 늘어난 225명으로 월말 현재 54명 (6월 말보다 64% 감소)의 현역 환자가 발생했다.

### 2020년 8월
지난 8월 신규 확진자는 39명으로 전체 확진자는 318명으로 집계됐다. 완치된 환자는 284명으로 59명이 늘어 이달 말 현재 34명의 활성 환자 (7월 말보다 37% 감소)가 발생했다.

### 2020년 9월
9월에는 57건이 새로 발생하여 전체 확진 건수가 375건으로 늘어났다. 완치된 환자는 341명으로 57명이 늘어 8월 말 현재와 같은 수의 확진 환자가 남게 됐다.

### 2020년 10월
10월에는 88건이 새로 발생하여 전체 확진자가 463명으로 늘어났다. 완치 환자는 71명이 늘어난 412명으로 월말 현재 51명이 확진 중인데 이는 8월과 9월에 비해 50% 증가한 수치이다.

## 예방 조치
예방 조치로 정부는 국민들에게 이 나라를 오가지 말 것을 촉구했으며, 최근 중화인민공화국, 이탈리아, 대한민국, 이란을 다녀온 여행객들을 격리할 것이다.

## 같이 보기
- 아프리카의 코로나19 범유행
- 나라별 코로나19 범유행